# یاماگاتا، ناگانو
یاماگاتا، ناگانو (به لاتین: Yamagata, Nagano) یک منطقهٔ مسکونی در ژاپن است که در Higashichikuma District واقع شده‌است. یاماگاتا ۲۴٫۹۸ کیلومترمربع مساحت و ۸٬۳۲۱ نفر جمعیت دارد.